# Hila Colman
Pour les articles homonymes, voir Colman.
Hila Colman (née le 21 juillet 1909 à New York et décédée le 15 mai 2008 à Bridgewater, Connecticut) est une auteure et écrivaine américaine, notamment en littérature jeunesse,.

## Biographie
Les parents de Colman, Harry et Sarah Crayder, étaient des immigrants d'Europe de l'Est qui dirigeaient avec succès une petite entreprise de vêtements pour enfants. Elle a fréquenté la Calhoun School à New York puis le Radcliffe College. Son premier emploi a été à la National War Relief Agency, pour laquelle elle a créé des documents d'information. En 1947, Colman a publié son premier article (« Les maris devraient-ils être des baby-sitters ? ») dans le Saturday Evening Post.
Hila Colman a publié de nombreux articles de journaux et de magazines et a écrit plus de 70 livres, pour la plupart des livres pour les jeunes. Elle était membre du PEN American Center.
Colman s'est marié quatre fois et a eu deux fils,.

### Publiés en anglais
- Diary of a Frantic Kid Sister, Random House Childrens Books, 1973  (ISBN 0-517-50262-3)
- Sometimes I Don't Love My Mother, Scholastic Paperbacks, 1982  (ISBN 059033736X)
- Just the Two of Us, Scholastic Paperbacks, 1984  (ISBN 0590325124)
- Happily Ever After, Point, 1986  (ISBN 0590335510)
- Forgotten Girl, Knopf Books for Young Readers, 1990  (ISBN 0517575914)

### Publiés en français

#### Romans
- La Maison des fugitifs, De l'amitié, 1972
- Journal d'une sœur cadette, traduit par Catherine Chaine, L'École des loisirs, 1981
- Je ne suis plus une enfant, L'École des Loisirs,1982

#### Bandes dessinées
- Billy the Cat Tome 1, Dans la peau d'un chat, dessiné par Stephen Desberg, Dupuis, 1987
- Billy the Cat Tome 3, L'été du secret, dessiné par Stephen Desberg, Dupuis, 1987
- Billy the Cat Tome 4, Saucisse le terrible, dessiné par Stephen Desberg, Dupuis, 1987
- Billy the Cat Tome 5, L'œil du maître, dessiné par Stephen Desberg, Dupuis, 1987